# 田蕙芬
田蕙芬，臺灣醫學家，國立臺灣大學醫學博士，臺大醫學院內科教授。

## 學歷
- 臺大醫學院醫學系 (1970-1977)
- 臺大醫學院臨床醫學研究所博士 (1986-1990)
- 臺大醫院內科部住院醫師 (1977-1982)
- Fellow: Division of Hematology, VA Medical Center, University of Louisville, U.S.A (1984-1985)
- Fellow: Cytogenetic Oncology, National Cancer Institute, U.S.A. (1985)

## 現職
- 台大醫學院內科名譽教授 (2022-)
- 台大醫院內科部兼任主治醫師 (2022-)
- 中華民國血液病學會理事

## 經歷
- 中沙醫療團吉達醫院內科主治醫師 (1981-1982)[1]
- 台灣血液病學會理事長[1]
- 中華民國遺傳學會理事[1]
- 台大醫學院內科講師(1987-1990)[1]
- 台大醫學院內科副教授(1990-1995)[1]
- 臺大醫學院內科教授 (1995-2022)
- 臺大內科部血液科科主任 (1995-2022)
- 臺大醫學院附設醫院主治醫師 (1982-2022)
- 臺灣大學特聘教授 (2008-2022)

## 學術榮譽
- 國科會傑出研究獎 (1992,1998,2010)[來源請求]
- Member of the Clinical Advisory Committee for the 2016 WHO Classification of Haematopoietic and Lymphoid Neoplasms(2014)[2]
- Panelist of 2017 European Leukemia Net (ELN) Recommendations on the diagnosis and management of AML (2015)[3]
- 教育部第57屆學術獎 (2013)[4]
- 教育部第22屆國家講座 (2018)[5]
- 癌症醫學會徐千田傑出癌症研究獎
- 青杏醫學研究獎
- 台大醫院醫學研究特優獎
- 台大醫院傑出研究獎（研究卓越團隊組）
- 台灣醫學會學術演講獎